# Ġūrīān
Ġūrīān es una ciudad de Afganistán, perteneciente al distrito de su nombre. Está ubicado al sur, en el río Hari Rud, y pertenece a la provincia de Herat.
Su población es de 54.069 habitantes (2007). Posee una estación de TV local y un centro de salud.
- Datos: Q2634612